# 北安曇郡

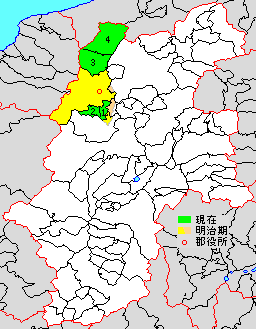
長野県北安曇郡の範囲（1.池田町 2.松川村 3.白馬村 4.小谷村 薄緑：後に他郡から編入した区域）

北安曇郡（きたあづみぐん）は、長野県の郡。略称は北安（ほくあん）。
人口30,573人、面積544.5km²、人口密度56.1人/km²。（2025年2月1日、推計人口）
以下の1町3村を含む。
- 池田町（いけだまち）
- 松川村（まつかわむら）
- 白馬村（はくばむら）
- 小谷村（おたりむら）

## 郡域
1879年（明治12年）に行政区画として発足した当時の郡域は、上記1町3村のほか、以下の区域にあたる。
- 大町市
- 長野市の一部（信州新町左右）
- 安曇野市の一部（明科七貴・明科南陸郷）
- 東筑摩郡生坂村の一部（東陸郷・東広津）

大町市を挟んで北部の小谷村、白馬村と南部の池田町、松川村に分断されている。人口動態では白馬村、松川村は微増、池田町、小谷村は減少の傾向にある。

## 歴史

### 郡発足までの沿革
- 「旧高旧領取調帳」に記載されている、明治初年時点での村は以下の通り。●は村内に寺社領が存在。（94村）

| 知行 | 知行   | 村数 | 村名 |
| ---- | ------ | ---- | --- |
| 藩領 | 松本藩 | 94村 | ●宮本村、●曽根原村、●閏田村、●木船村、●丹生子村、●館之内村、常光寺村、●松崎村、●大町村、●高根新田村、●野口村、●借馬村、●木崎村、●森村、●稲尾村、●海之口村、中綱村、青木村、加蔵新田村、●大平村、相川村、●切久保村、●野平村（現・大町市）、●舟場村、●左右村、槍平村、●大塩村、切明新田村、●二重村、新行新田村、●大塚村、●高地村、●青具村、●千見村、●佐野村、●沢渡村、●飯田村、●飯森村、深沢空峠新田村、●細野村（現・白馬村）、●塩島村、塩島新田村、●蕨平村、●野平村（現・白馬村）、大出新田村、●峰方新田村（現・白馬村）、●堀之内村、●千国村、●来馬村、●石坂村、●大網村、●深原村、●中谷村、土谷村、●中之郷村、●十日市場村、●林中村、●内鎌新田村、●池田町村、宮本入作、山之寺村、●堀之内村、●正科村、●中島村、●半在家村、●滝沢村、相道寺村、●花見村、●渋田見村、●鵜山村、●押野村、●塩川原村、●荻原村、荻原新田村、小泉入作新田村、●大日向村、●草尾村、●宇留賀村、●日岐村、●北山村、●嶺方新田村（現・池田町、東筑摩郡生坂村）、●寺村、●中村、●小泉村、鼠穴村、●細野村（現・松川村）、神戸新田村、●松川村、●西山村、板取村、●須沼村、●清水村、●上一本木村、下一本木村 |

- 明治4年
  - 7月14日（1871年8月29日） - 廃藩置県により松本県の管轄となる。
  - 11月20日（1871年12月31日） - 第1次府県統合により筑摩県の管轄となる。
- 明治7年（1874年）4月 - 嶺方新田村（現・池田町、東筑摩郡生坂村）が白駒村に改称[2]。
- 明治7年から明治8年（1875年）にかけて下記の町村の統合が行われる。カッコ内は統合時期。特記以外は明治8年2月18日。（18村）

- 大町村 ← 大町村、高根新田村
- 社村 ← 宮本村、曽根原村、閏田村、木船村、丹生子村［一部を除く］、館之内村、常光寺村、松崎村、山之寺村
- 常盤村 ← 西山村、須沼村、清水村、上一本木村、下一本木村（明治7年10月25日）
- 松川村 ← 鼠穴村、細野村、神戸新田村、松川村、板取村（明治7年10月22日）
- 池田町村 ← 池田町村、宮村入作、堀之内村、正科村
- 会染村 ← 十日市場村、林中村、内鎌新田村、中島村、半在家村、滝沢村、相道寺村、花見村、渋田見村、小泉入作新田村
- 七貴村 ← 中之郷村、鵜山村、押野村、塩川原村、荻原村、荻原新田村
- 陸郷村 ← 草尾村、日岐村、白駒村、寺村、中村、小泉村
- 広津村 ← 大日向村、宇留賀村、北山村
- 八坂村 ← 大平村、相川村、切久保村、大塚村、野平村（現・大町市）、舟場村、左右村、槍平村、丹生子村［一部］
- 美麻村 ← 大塩村、切明新田村、二重村、新行新田村、高地村、青具村、千見村（明治8年2月5日）
- 平村 ← 野口村、借馬村、木崎村、森村、稲尾村、海之口村、中綱村、青木村、加蔵新田村
- 神城村 ← 佐野村、沢渡村、飯田村、飯森村、堀之内村、峰方新田村［一部］
- 北城村 ← 深沢空峠新田村、細野村、塩島村、塩島新田村、蕨平村、野平村（現・白馬村）、大出新田村、峰方新田村［一部を除く］（現・白馬村）
- 千国村 ← 千国村［一部を除く］、石坂村［一部］、中谷村［一部］（明治8年3月1日）
- 中小谷村 ← 来馬村［大部分］、石坂村［大部分］、千国村［一部］、中谷村［一部］、土谷村［一部］（同上）
- 北小谷村 ← 大網村、深原村、来馬村［一部］、石坂村［一部］、土谷村［一部］（明治8年2月14日）
- 中土村 ← 中谷村［大部分］、土谷村［大部分］、来馬村［一部］、石坂村［一部］（同上）

- 明治9年（1876年）8月21日 - 第2次府県統合により長野県の管轄となる。

### 郡発足以降の沿革
- 明治12年（1879年）1月4日 - 郡区町村編制法の長野県での施行により、安曇郡のうち18村の区域に行政区画としての北安曇郡が発足。郡役所を大町村に設置。
- 明治15年（1882年）3月20日 - 大町村が改称して大町となる。（18村）

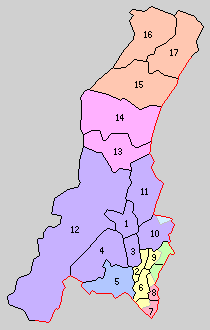
1.大町 2.池田町村 3.社村 4.常盤村 5.松川村 6.会染村 7.七貴村 8.陸郷村 9.広津村 10.八坂村 11.美麻村 12.平村 13.神城村 14.北城村 15.南小谷村 16.北小谷村 17.中土村（紫：大町市 赤：安曇野市 水色：長野市 黄：池田町 桃：白馬村 橙：小谷村 緑：東筑摩郡生坂村 青：合併なし）

- 明治22年（1889年）4月1日 - 町村制の施行により、以下の町村が発足。［ ］は改めて再編された町村。（1町16村）
  - 大町（現・大町市）
  - 池田町村（現・池田町）
  - 社村、常盤村（現・大町市）
  - 松川村（現存）
  - 会染村（現・池田町）
  - 七貴村（現・安曇野市、池田町）
  - 陸郷村（現・安曇野市、池田町、東筑摩郡生坂村）
  - 広津村（現・大町市、池田町、東筑摩郡生坂村）
  - 八坂村、美麻村、平村（現・大町市）
  - 神城村、北城村（現・白馬村）
  - 南小谷村［千国村・中小谷村］、北小谷村、中土村（現・小谷村）
- 明治24年（1891年）4月1日 - 郡制を施行。
- 大正4年（1915年）4月1日 - 池田町村が町制施行して池田町となる。（2町15村）
- 大正12年（1923年）4月1日 - 郡会が廃止。郡役所は存続。
- 大正15年（1926年）7月1日 - 郡役所が廃止。以降は地域区分名称となる。
- 昭和29年（1954年）7月1日 - 大町・平村・常盤村・社村が合併して大町市が発足し、郡より離脱。（1町12村）
- 昭和30年（1955年）4月1日 - 池田町・会染村が合併し、改めて池田町が発足。（1町11村）
- 昭和31年（1956年）9月30日（1町9村）
  - 北城村・神城村が合併して白馬村が発足。
  - 七貴村が東筑摩郡明科町と合併し、改めて東筑摩郡明科町（現・安曇野市）が発足。
- 昭和32年（1957年）3月31日（1町7村）
  - 池田町が東筑摩郡明科町の一部（中之郷・鵜山）を編入。
  - 陸郷村が分割し、一部（寺の一部[19]・白駒の一部[20]・日岐の一部[21]）が池田町、一部（中・小泉および寺の一部[22]）が東筑摩郡明科町、残部（草尾および日岐の一部[23]・白駒の一部[24]）が東筑摩郡生坂村に編入。
  - 広津村が分割し、一部（北山の一部[25]・宇留賀の一部[26]・大日向の一部[27]）が池田町、一部（北山の一部[28]）が八坂村、残部（北山の一部[29]・宇留賀の一部[30]・大日向の一部[31]）が東筑摩郡生坂村と合併し、改めて東筑摩郡生坂村が発足。
- 昭和33年（1958年）4月1日 - 南小谷村・中土村・北小谷村が合併して小谷村が発足。（1町5村）
- 昭和34年（1959年）4月1日 - 八坂村の一部（左右）が上水内郡信州新町（現・長野市）に編入。
- 平成17年（2006年）1月1日 - 八坂村・美麻村が大町市に編入。（1町3村）

### 変遷表
| 明治以前       | 明治以前       | 明治初年 - 明治8年     | 明治初年 - 明治8年      | 明治9年 - 明治22年                | 明治22年 4月1日 町村制施行 | 明治22年 - 昭和19年       | 昭和20年 - 昭和64年            | 昭和20年 - 昭和64年                   | 平成元年 - 現在             | 現在     |
| -------------- | -------------- | ---------------------- | ----------------------- | --------------------------------- | -------------------------- | ------------------------- | ------------------------------ | ------------------------------------- | --------------------------- | -------- |
| 左右村         | 左右村         | 左右村                 | 明治8年2月18日 八坂村   | 八坂村                            | 八坂村                     | 八坂村                    | 八坂村                         | 昭和34年4月1日 上水内郡信州新町に編入 | 平成22年1月1日 長野市に編入 | 長野市   |
| 大平村         | 大平村         | 大平村                 | 明治8年2月18日 八坂村   | 八坂村                            | 八坂村                     | 八坂村                    | 八坂村                         | 八坂村                                | 平成18年1月1日 大町市に編入 | 大町市   |
| 相川村         | 相川村         | 相川村                 | 明治8年2月18日 八坂村   | 八坂村                            | 八坂村                     | 八坂村                    | 八坂村                         | 八坂村                                | 平成18年1月1日 大町市に編入 | 大町市   |
| 切久保村       | 切久保村       | 切久保村               | 明治8年2月18日 八坂村   | 八坂村                            | 八坂村                     | 八坂村                    | 八坂村                         | 八坂村                                | 平成18年1月1日 大町市に編入 | 大町市   |
| 大塚村         | 大塚村         | 大塚村                 | 明治8年2月18日 八坂村   | 八坂村                            | 八坂村                     | 八坂村                    | 八坂村                         | 八坂村                                | 平成18年1月1日 大町市に編入 | 大町市   |
| 野平村         | 野平村         | 野平村                 | 明治8年2月18日 八坂村   | 八坂村                            | 八坂村                     | 八坂村                    | 八坂村                         | 八坂村                                | 平成18年1月1日 大町市に編入 | 大町市   |
| 舟場村         | 舟場村         | 舟場村                 | 明治8年2月18日 八坂村   | 八坂村                            | 八坂村                     | 八坂村                    | 八坂村                         | 八坂村                                | 平成18年1月1日 大町市に編入 | 大町市   |
| 槍平村         | 槍平村         | 槍平村                 | 明治8年2月18日 八坂村   | 八坂村                            | 八坂村                     | 八坂村                    | 八坂村                         | 八坂村                                | 平成18年1月1日 大町市に編入 | 大町市   |
| 丹生子村       | 一部           | 丹生子村               | 明治8年2月18日 八坂村   | 八坂村                            | 八坂村                     | 八坂村                    | 八坂村                         | 八坂村                                | 平成18年1月1日 大町市に編入 | 大町市   |
| 丹生子村       | 一部を除く     | 丹生子村               | 明治8年2月18日 社村     | 社村                              | 社村                       | 社村                      | 昭和29年7月1日 大町市          | 昭和29年7月1日 大町市                 | 大町市                      | 大町市   |
| 宮本村         | 宮本村         | 宮本村                 | 明治8年2月18日 社村     | 社村                              | 社村                       | 社村                      | 昭和29年7月1日 大町市          | 昭和29年7月1日 大町市                 | 大町市                      | 大町市   |
| 曽根原村       | 曽根原村       | 曽根原村               | 明治8年2月18日 社村     | 社村                              | 社村                       | 社村                      | 昭和29年7月1日 大町市          | 昭和29年7月1日 大町市                 | 大町市                      | 大町市   |
| 閏田村         | 閏田村         | 閏田村                 | 明治8年2月18日 社村     | 社村                              | 社村                       | 社村                      | 昭和29年7月1日 大町市          | 昭和29年7月1日 大町市                 | 大町市                      | 大町市   |
| 木船村         | 木船村         | 木船村                 | 明治8年2月18日 社村     | 社村                              | 社村                       | 社村                      | 昭和29年7月1日 大町市          | 昭和29年7月1日 大町市                 | 大町市                      | 大町市   |
| 館之内村       | 館之内村       | 館之内村               | 明治8年2月18日 社村     | 社村                              | 社村                       | 社村                      | 昭和29年7月1日 大町市          | 昭和29年7月1日 大町市                 | 大町市                      | 大町市   |
| 常光寺村       | 常光寺村       | 常光寺村               | 明治8年2月18日 社村     | 社村                              | 社村                       | 社村                      | 昭和29年7月1日 大町市          | 昭和29年7月1日 大町市                 | 大町市                      | 大町市   |
| 松崎村         | 松崎村         | 松崎村                 | 明治8年2月18日 社村     | 社村                              | 社村                       | 社村                      | 昭和29年7月1日 大町市          | 昭和29年7月1日 大町市                 | 大町市                      | 大町市   |
| 山之寺村       | 山之寺村       | 山之寺村               | 明治8年2月18日 社村     | 社村                              | 社村                       | 社村                      | 昭和29年7月1日 大町市          | 昭和29年7月1日 大町市                 | 大町市                      | 大町市   |
| 大町村         | 大町村         | 大町村                 | 明治8年2月18日 大町     | 明治15年3月20日 改称 大町（村格） | 明治22年4月10日 大町       | 大町                      | 昭和29年7月1日 大町市          | 昭和29年7月1日 大町市                 | 大町市                      | 大町市   |
| 高根新田村     | 高根新田村     | 高根新田村             | 明治8年2月18日 大町     | 明治15年3月20日 改称 大町（村格） | 明治22年4月10日 大町       | 大町                      | 昭和29年7月1日 大町市          | 昭和29年7月1日 大町市                 | 大町市                      | 大町市   |
| 野口村         | 野口村         | 野口村                 | 明治8年2月18日 平村     | 平村                              | 平村                       | 平村                      | 昭和29年7月1日 大町市          | 昭和29年7月1日 大町市                 | 大町市                      | 大町市   |
| 借馬村         | 借馬村         | 借馬村                 | 明治8年2月18日 平村     | 平村                              | 平村                       | 平村                      | 昭和29年7月1日 大町市          | 昭和29年7月1日 大町市                 | 大町市                      | 大町市   |
| 木崎村         | 木崎村         | 木崎村                 | 明治8年2月18日 平村     | 平村                              | 平村                       | 平村                      | 昭和29年7月1日 大町市          | 昭和29年7月1日 大町市                 | 大町市                      | 大町市   |
| 森村           | 森村           | 森村                   | 明治8年2月18日 平村     | 平村                              | 平村                       | 平村                      | 昭和29年7月1日 大町市          | 昭和29年7月1日 大町市                 | 大町市                      | 大町市   |
| 稲尾村         | 稲尾村         | 稲尾村                 | 明治8年2月18日 平村     | 平村                              | 平村                       | 平村                      | 昭和29年7月1日 大町市          | 昭和29年7月1日 大町市                 | 大町市                      | 大町市   |
| 海之口村       | 海之口村       | 海之口村               | 明治8年2月18日 平村     | 平村                              | 平村                       | 平村                      | 昭和29年7月1日 大町市          | 昭和29年7月1日 大町市                 | 大町市                      | 大町市   |
| 中綱村         | 中綱村         | 中綱村                 | 明治8年2月18日 平村     | 平村                              | 平村                       | 平村                      | 昭和29年7月1日 大町市          | 昭和29年7月1日 大町市                 | 大町市                      | 大町市   |
| 青木村         | 青木村         | 青木村                 | 明治8年2月18日 平村     | 平村                              | 平村                       | 平村                      | 昭和29年7月1日 大町市          | 昭和29年7月1日 大町市                 | 大町市                      | 大町市   |
| 加蔵新田村     | 加蔵新田村     | 加蔵新田村             | 明治8年2月18日 平村     | 平村                              | 平村                       | 平村                      | 昭和29年7月1日 大町市          | 昭和29年7月1日 大町市                 | 大町市                      | 大町市   |
| 西山村         | 西山村         | 西山村                 | 明治7年10月25日 常盤村  | 常盤村                            | 常盤村                     | 常盤村                    | 昭和29年7月1日 大町市          | 昭和29年7月1日 大町市                 | 大町市                      | 大町市   |
| 須沼村         | 須沼村         | 須沼村                 | 明治7年10月25日 常盤村  | 常盤村                            | 常盤村                     | 常盤村                    | 昭和29年7月1日 大町市          | 昭和29年7月1日 大町市                 | 大町市                      | 大町市   |
| 清水村         | 清水村         | 清水村                 | 明治7年10月25日 常盤村  | 常盤村                            | 常盤村                     | 常盤村                    | 昭和29年7月1日 大町市          | 昭和29年7月1日 大町市                 | 大町市                      | 大町市   |
| 上一本木村     | 上一本木村     | 上一本木村             | 明治7年10月25日 常盤村  | 常盤村                            | 常盤村                     | 常盤村                    | 昭和29年7月1日 大町市          | 昭和29年7月1日 大町市                 | 大町市                      | 大町市   |
| 下一本木村     | 下一本木村     | 下一本木村             | 明治7年10月25日 常盤村  | 常盤村                            | 常盤村                     | 常盤村                    | 昭和29年7月1日 大町市          | 昭和29年7月1日 大町市                 | 大町市                      | 大町市   |
| 大塩村         | 大塩村         | 大塩村                 | 明治8年2月5日 美麻村    | 美麻村                            | 美麻村                     | 美麻村                    | 美麻村                         | 美麻村                                | 平成18年1月1日 大町市に編入 | 大町市   |
| 切明新田村     | 切明新田村     | 切明新田村             | 明治8年2月5日 美麻村    | 美麻村                            | 美麻村                     | 美麻村                    | 美麻村                         | 美麻村                                | 平成18年1月1日 大町市に編入 | 大町市   |
| 二重村         | 二重村         | 二重村                 | 明治8年2月5日 美麻村    | 美麻村                            | 美麻村                     | 美麻村                    | 美麻村                         | 美麻村                                | 平成18年1月1日 大町市に編入 | 大町市   |
| 新行新田村     | 新行新田村     | 新行新田村             | 明治8年2月5日 美麻村    | 美麻村                            | 美麻村                     | 美麻村                    | 美麻村                         | 美麻村                                | 平成18年1月1日 大町市に編入 | 大町市   |
| 高地村         | 高地村         | 高地村                 | 明治8年2月5日 美麻村    | 美麻村                            | 美麻村                     | 美麻村                    | 美麻村                         | 美麻村                                | 平成18年1月1日 大町市に編入 | 大町市   |
| 青具村         | 青具村         | 青具村                 | 明治8年2月5日 美麻村    | 美麻村                            | 美麻村                     | 美麻村                    | 美麻村                         | 美麻村                                | 平成18年1月1日 大町市に編入 | 大町市   |
| 千見村         | 千見村         | 千見村                 | 明治8年2月5日 美麻村    | 美麻村                            | 美麻村                     | 美麻村                    | 美麻村                         | 美麻村                                | 平成18年1月1日 大町市に編入 | 大町市   |
| 北山村         | 一部           | 北山村                 | 明治8年2月18日 広津村   | 広津村                            | 広津村                     | 広津村                    | 広津村                         | 昭和32年3月31日 八坂村に編入          | 平成18年1月1日 大町市に編入 | 大町市   |
| 北山村         | 一部           | 北山村                 | 明治8年2月18日 広津村   | 広津村                            | 広津村                     | 広津村                    | 広津村                         | 昭和32年3月31日 東筑摩郡生坂村        | 生坂村                      | 生坂村   |
| 北山村         | 一部           | 北山村                 | 明治8年2月18日 広津村   | 広津村                            | 広津村                     | 広津村                    | 広津村                         | 昭和32年3月31日 池田町に編入          | 池田町                      | 池田町   |
| 宇留賀村       | 一部           | 宇留賀村               | 明治8年2月18日 広津村   | 広津村                            | 広津村                     | 広津村                    | 広津村                         | 昭和32年3月31日 池田町に編入          | 池田町                      | 池田町   |
| 宇留賀村       | 一部           | 宇留賀村               | 明治8年2月18日 広津村   | 広津村                            | 広津村                     | 広津村                    | 広津村                         | 昭和32年3月31日 東筑摩郡生坂村        | 生坂村                      | 生坂村   |
| 大日向村       | 一部           | 大日向村               | 明治8年2月18日 広津村   | 広津村                            | 広津村                     | 広津村                    | 広津村                         | 昭和32年3月31日 東筑摩郡生坂村        | 生坂村                      | 生坂村   |
| 大日向村       | 一部           | 大日向村               | 明治8年2月18日 広津村   | 広津村                            | 広津村                     | 広津村                    | 広津村                         | 昭和32年3月31日 池田町に編入          | 池田町                      | 池田町   |
| 日岐村         | 一部           | 日岐村                 | 明治8年2月18日 陸郷村   | 陸郷村                            | 陸郷村                     | 陸郷村                    | 陸郷村                         | 昭和32年3月31日 池田町に編入          | 池田町                      | 池田町   |
| 日岐村         | 一部           | 日岐村                 | 明治8年2月18日 陸郷村   | 陸郷村                            | 陸郷村                     | 陸郷村                    | 陸郷村                         | 昭和32年3月31日 東筑摩郡生坂村        | 生坂村                      | 生坂村   |
| 草尾村         | 草尾村         | 草尾村                 | 明治8年2月18日 陸郷村   | 陸郷村                            | 陸郷村                     | 陸郷村                    | 陸郷村                         | 昭和32年3月31日 東筑摩郡生坂村        | 生坂村                      | 生坂村   |
| 嶺方新田村     | 一部           | 明治7年4月 改称 白駒村 | 明治8年2月18日 陸郷村   | 陸郷村                            | 陸郷村                     | 陸郷村                    | 陸郷村                         | 昭和32年3月31日 東筑摩郡生坂村        | 生坂村                      | 生坂村   |
| 嶺方新田村     | 一部           | 明治7年4月 改称 白駒村 | 明治8年2月18日 陸郷村   | 陸郷村                            | 陸郷村                     | 陸郷村                    | 陸郷村                         | 昭和32年3月31日 池田町に編入          | 池田町                      | 池田町   |
| 寺村           | 一部           | 寺村                   | 明治8年2月18日 陸郷村   | 陸郷村                            | 陸郷村                     | 陸郷村                    | 陸郷村                         | 昭和32年3月31日 池田町に編入          | 池田町                      | 池田町   |
| 寺村           | 一部           | 寺村                   | 明治8年2月18日 陸郷村   | 陸郷村                            | 陸郷村                     | 陸郷村                    | 陸郷村                         | 昭和32年3月31日 東筑摩郡明科町に編入  | 平成17年10月1日 安曇野市    | 安曇野市 |
| 中村           | 中村           | 中村                   | 明治8年2月18日 陸郷村   | 陸郷村                            | 陸郷村                     | 陸郷村                    | 陸郷村                         | 昭和32年3月31日 東筑摩郡明科町に編入  | 平成17年10月1日 安曇野市    | 安曇野市 |
| 小泉村         | 小泉村         | 小泉村                 | 明治8年2月18日 陸郷村   | 陸郷村                            | 陸郷村                     | 陸郷村                    | 陸郷村                         | 昭和32年3月31日 東筑摩郡明科町に編入  | 平成17年10月1日 安曇野市    | 安曇野市 |
| 荻原村         | 荻原村         | 荻原村                 | 明治8年2月18日 七貴村   | 七貴村                            | 七貴村                     | 七貴村                    | 昭和31年9月30日 東筑摩郡明科町 | 東筑摩郡明科町                        | 平成17年10月1日 安曇野市    | 安曇野市 |
| 荻原新田村     | 荻原新田村     | 荻原新田村             | 明治8年2月18日 七貴村   | 七貴村                            | 七貴村                     | 七貴村                    | 昭和31年9月30日 東筑摩郡明科町 | 東筑摩郡明科町                        | 平成17年10月1日 安曇野市    | 安曇野市 |
| 押野村         | 押野村         | 押野村                 | 明治8年2月18日 七貴村   | 七貴村                            | 七貴村                     | 七貴村                    | 昭和31年9月30日 東筑摩郡明科町 | 東筑摩郡明科町                        | 平成17年10月1日 安曇野市    | 安曇野市 |
| 塩川原村       | 塩川原村       | 塩川原村               | 明治8年2月18日 七貴村   | 七貴村                            | 七貴村                     | 七貴村                    | 昭和31年9月30日 東筑摩郡明科町 | 東筑摩郡明科町                        | 平成17年10月1日 安曇野市    | 安曇野市 |
| 中之郷村       | 中之郷村       | 中之郷村               | 明治8年2月18日 七貴村   | 七貴村                            | 七貴村                     | 七貴村                    | 昭和31年9月30日 東筑摩郡明科町 | 昭和32年3月31日 池田町に編入          | 池田町                      | 池田町   |
| 鵜山村         | 鵜山村         | 鵜山村                 | 明治8年2月18日 七貴村   | 七貴村                            | 七貴村                     | 七貴村                    | 昭和31年9月30日 東筑摩郡明科町 | 昭和32年3月31日 池田町に編入          | 池田町                      | 池田町   |
| 池田町村       | 池田町村       | 池田町村               | 明治8年2月18日 池田町村 | 池田町村                          | 池田町村                   | 大正4年4月1日 町制 池田町 | 昭和30年4月1日 池田町          | 昭和30年4月1日 池田町                 | 池田町                      | 池田町   |
| 宮村入作       | 宮村入作       | 宮村入作               | 明治8年2月18日 池田町村 | 池田町村                          | 池田町村                   | 大正4年4月1日 町制 池田町 | 昭和30年4月1日 池田町          | 昭和30年4月1日 池田町                 | 池田町                      | 池田町   |
| 堀之内村       | 堀之内村       | 堀之内村               | 明治8年2月18日 池田町村 | 池田町村                          | 池田町村                   | 大正4年4月1日 町制 池田町 | 昭和30年4月1日 池田町          | 昭和30年4月1日 池田町                 | 池田町                      | 池田町   |
| 正科村         | 正科村         | 正科村                 | 明治8年2月18日 池田町村 | 池田町村                          | 池田町村                   | 大正4年4月1日 町制 池田町 | 昭和30年4月1日 池田町          | 昭和30年4月1日 池田町                 | 池田町                      | 池田町   |
| 十日市場村     | 十日市場村     | 十日市場村             | 明治8年2月18日 会染村   | 会染村                            | 会染村                     | 会染村                    | 昭和30年4月1日 池田町          | 昭和30年4月1日 池田町                 | 池田町                      | 池田町   |
| 林中村         | 林中村         | 林中村                 | 明治8年2月18日 会染村   | 会染村                            | 会染村                     | 会染村                    | 昭和30年4月1日 池田町          | 昭和30年4月1日 池田町                 | 池田町                      | 池田町   |
| 内鎌新田村     | 内鎌新田村     | 内鎌新田村             | 明治8年2月18日 会染村   | 会染村                            | 会染村                     | 会染村                    | 昭和30年4月1日 池田町          | 昭和30年4月1日 池田町                 | 池田町                      | 池田町   |
| 中島村         | 中島村         | 中島村                 | 明治8年2月18日 会染村   | 会染村                            | 会染村                     | 会染村                    | 昭和30年4月1日 池田町          | 昭和30年4月1日 池田町                 | 池田町                      | 池田町   |
| 半在家村       | 半在家村       | 半在家村               | 明治8年2月18日 会染村   | 会染村                            | 会染村                     | 会染村                    | 昭和30年4月1日 池田町          | 昭和30年4月1日 池田町                 | 池田町                      | 池田町   |
| 滝沢村         | 滝沢村         | 滝沢村                 | 明治8年2月18日 会染村   | 会染村                            | 会染村                     | 会染村                    | 昭和30年4月1日 池田町          | 昭和30年4月1日 池田町                 | 池田町                      | 池田町   |
| 相道寺村       | 相道寺村       | 相道寺村               | 明治8年2月18日 会染村   | 会染村                            | 会染村                     | 会染村                    | 昭和30年4月1日 池田町          | 昭和30年4月1日 池田町                 | 池田町                      | 池田町   |
| 花見村         | 花見村         | 花見村                 | 明治8年2月18日 会染村   | 会染村                            | 会染村                     | 会染村                    | 昭和30年4月1日 池田町          | 昭和30年4月1日 池田町                 | 池田町                      | 池田町   |
| 渋田見村       | 渋田見村       | 渋田見村               | 明治8年2月18日 会染村   | 会染村                            | 会染村                     | 会染村                    | 昭和30年4月1日 池田町          | 昭和30年4月1日 池田町                 | 池田町                      | 池田町   |
| 小泉入作新田村 | 小泉入作新田村 | 小泉入作新田村         | 明治8年2月18日 会染村   | 会染村                            | 会染村                     | 会染村                    | 昭和30年4月1日 池田町          | 昭和30年4月1日 池田町                 | 池田町                      | 池田町   |
| 鼠穴村         | 鼠穴村         | 鼠穴村                 | 明治7年10月22日 松川村  | 松川村                            | 松川村                     | 松川村                    | 松川村                         | 松川村                                | 松川村                      | 松川村   |
| 細野村         | 細野村         | 細野村                 | 明治7年10月22日 松川村  | 松川村                            | 松川村                     | 松川村                    | 松川村                         | 松川村                                | 松川村                      | 松川村   |
| 神戸新田村     | 神戸新田村     | 神戸新田村             | 明治7年10月22日 松川村  | 松川村                            | 松川村                     | 松川村                    | 松川村                         | 松川村                                | 松川村                      | 松川村   |
| 松川村         | 松川村         | 松川村                 | 明治7年10月22日 松川村  | 松川村                            | 松川村                     | 松川村                    | 松川村                         | 松川村                                | 松川村                      | 松川村   |
| 板取村         | 板取村         | 板取村                 | 明治7年10月22日 松川村  | 松川村                            | 松川村                     | 松川村                    | 松川村                         | 松川村                                | 松川村                      | 松川村   |
| 佐野村         | 佐野村         | 佐野村                 | 明治8年2月18日 神城村   | 神城村                            | 北城村                     | 神城村                    | 昭和31年9月30日 白馬村         | 昭和31年9月30日 白馬村                | 白馬村                      | 白馬村   |
| 沢渡村         | 沢渡村         | 沢渡村                 | 明治8年2月18日 神城村   | 神城村                            | 北城村                     | 神城村                    | 昭和31年9月30日 白馬村         | 昭和31年9月30日 白馬村                | 白馬村                      | 白馬村   |
| 飯田村         | 飯田村         | 飯田村                 | 明治8年2月18日 神城村   | 神城村                            | 北城村                     | 神城村                    | 昭和31年9月30日 白馬村         | 昭和31年9月30日 白馬村                | 白馬村                      | 白馬村   |
| 飯森村         | 飯森村         | 飯森村                 | 明治8年2月18日 神城村   | 神城村                            | 北城村                     | 神城村                    | 昭和31年9月30日 白馬村         | 昭和31年9月30日 白馬村                | 白馬村                      | 白馬村   |
| 堀之内村       | 堀之内村       | 堀之内村               | 明治8年2月18日 神城村   | 神城村                            | 北城村                     | 神城村                    | 昭和31年9月30日 白馬村         | 昭和31年9月30日 白馬村                | 白馬村                      | 白馬村   |
| 峰方新田村     | 一部を除く     | 峰方新田村             | 明治8年2月18日 神城村   | 神城村                            | 北城村                     | 神城村                    | 昭和31年9月30日 白馬村         | 昭和31年9月30日 白馬村                | 白馬村                      | 白馬村   |
| 峰方新田村     | 一部           | 峰方新田村             | 明治8年2月18日 北城村   | 北城村                            | 神城村                     | 北城村                    | 昭和31年9月30日 白馬村         | 昭和31年9月30日 白馬村                | 白馬村                      | 白馬村   |
| 深沢空峠新田村 | 深沢空峠新田村 | 深沢空峠新田村         | 明治8年2月18日 北城村   | 北城村                            | 神城村                     | 北城村                    | 昭和31年9月30日 白馬村         | 昭和31年9月30日 白馬村                | 白馬村                      | 白馬村   |
| 細野村         | 細野村         | 細野村                 | 明治8年2月18日 北城村   | 北城村                            | 神城村                     | 北城村                    | 昭和31年9月30日 白馬村         | 昭和31年9月30日 白馬村                | 白馬村                      | 白馬村   |
| 塩島村         | 塩島村         | 塩島村                 | 明治8年2月18日 北城村   | 北城村                            | 神城村                     | 北城村                    | 昭和31年9月30日 白馬村         | 昭和31年9月30日 白馬村                | 白馬村                      | 白馬村   |
| 塩島新田村     | 塩島新田村     | 塩島新田村             | 明治8年2月18日 北城村   | 北城村                            | 神城村                     | 北城村                    | 昭和31年9月30日 白馬村         | 昭和31年9月30日 白馬村                | 白馬村                      | 白馬村   |
| 蕨平村         | 蕨平村         | 蕨平村                 | 明治8年2月18日 北城村   | 北城村                            | 神城村                     | 北城村                    | 昭和31年9月30日 白馬村         | 昭和31年9月30日 白馬村                | 白馬村                      | 白馬村   |
| 野平村         | 野平村         | 野平村                 | 明治8年2月18日 北城村   | 北城村                            | 神城村                     | 北城村                    | 昭和31年9月30日 白馬村         | 昭和31年9月30日 白馬村                | 白馬村                      | 白馬村   |
| 大出新田村     | 大出新田村     | 大出新田村             | 明治8年2月18日 北城村   | 北城村                            | 神城村                     | 北城村                    | 昭和31年9月30日 白馬村         | 昭和31年9月30日 白馬村                | 白馬村                      | 白馬村   |
| 千国村         | 一部を除く     | 千国村                 | 明治8年3月1日 千国村    | 千国村                            | 南小谷村                   | 南小谷村                  | 南小谷村                       | 昭和33年4月1日 小谷村                 | 小谷村                      | 小谷村   |
| 千国村         | 一部           | 千国村                 | 明治8年3月1日 中小谷村  | 中小谷村                          | 南小谷村                   | 南小谷村                  | 南小谷村                       | 昭和33年4月1日 小谷村                 | 小谷村                      | 小谷村   |
| 土谷村         | 一部           | 土谷村                 | 明治8年3月1日 中小谷村  | 中小谷村                          | 南小谷村                   | 南小谷村                  | 南小谷村                       | 昭和33年4月1日 小谷村                 | 小谷村                      | 小谷村   |
| 土谷村         | 一部           | 土谷村                 | 明治8年2月14日 北小谷村 | 北小谷村                          | 北小谷村                   | 北小谷村                  | 北小谷村                       | 昭和33年4月1日 小谷村                 | 小谷村                      | 小谷村   |
| 土谷村         | 一部           | 土谷村                 | 明治8年2月14日 中土村   | 中土村                            | 中土村                     | 中土村                    | 中土村                         | 昭和33年4月1日 小谷村                 | 小谷村                      | 小谷村   |
| 中谷村         | 一部           | 中谷村                 | 明治8年2月14日 中土村   | 中土村                            | 中土村                     | 中土村                    | 中土村                         | 昭和33年4月1日 小谷村                 | 小谷村                      | 小谷村   |
| 中谷村         | 一部           | 中谷村                 | 明治8年3月1日 中小谷村  | 中小谷村                          | 南小谷村                   | 南小谷村                  | 南小谷村                       | 昭和33年4月1日 小谷村                 | 小谷村                      | 小谷村   |
| 中谷村         | 一部           | 中谷村                 | 明治8年3月1日 千国村    | 千国村                            | 南小谷村                   | 南小谷村                  | 南小谷村                       | 昭和33年4月1日 小谷村                 | 小谷村                      | 小谷村   |
| 石坂村         | 一部           | 石坂村                 | 明治8年3月1日 千国村    | 千国村                            | 南小谷村                   | 南小谷村                  | 南小谷村                       | 昭和33年4月1日 小谷村                 | 小谷村                      | 小谷村   |
| 石坂村         | 一部           | 石坂村                 | 明治8年3月1日 中小谷村  | 中小谷村                          | 南小谷村                   | 南小谷村                  | 南小谷村                       | 昭和33年4月1日 小谷村                 | 小谷村                      | 小谷村   |
| 石坂村         | 一部           | 石坂村                 | 明治8年2月14日 中土村   | 中土村                            | 中土村                     | 中土村                    | 中土村                         | 昭和33年4月1日 小谷村                 | 小谷村                      | 小谷村   |
| 石坂村         | 一部           | 石坂村                 | 明治8年2月14日 北小谷村 | 北小谷村                          | 北小谷村                   | 北小谷村                  | 北小谷村                       | 昭和33年4月1日 小谷村                 | 小谷村                      | 小谷村   |
| 深原村         | 深原村         | 深原村                 | 明治8年2月14日 北小谷村 | 北小谷村                          | 北小谷村                   | 北小谷村                  | 北小谷村                       | 昭和33年4月1日 小谷村                 | 小谷村                      | 小谷村   |
| 大網村         | 大網村         | 大網村                 | 明治8年2月14日 北小谷村 | 北小谷村                          | 北小谷村                   | 北小谷村                  | 北小谷村                       | 昭和33年4月1日 小谷村                 | 小谷村                      | 小谷村   |
| 来馬村         | 一部           | 来馬村                 | 明治8年2月14日 北小谷村 | 北小谷村                          | 北小谷村                   | 北小谷村                  | 北小谷村                       | 昭和33年4月1日 小谷村                 | 小谷村                      | 小谷村   |
| 来馬村         | 一部           | 来馬村                 | 明治8年3月1日 中小谷村  | 中小谷村                          | 南小谷村                   | 南小谷村                  | 南小谷村                       | 昭和33年4月1日 小谷村                 | 小谷村                      | 小谷村   |
| 来馬村         | 一部           | 来馬村                 | 明治8年2月14日 中土村   | 中土村                            | 中土村                     | 中土村                    | 中土村                         | 昭和33年4月1日 小谷村                 | 小谷村                      | 小谷村   |

### 主な出来事
- 1927年（昭和2年）5月11日 - 北城村で降雪。また、翌日には郡内一帯で遅霜。クワ畑の葉が多くが黒く変色し、郡内の養蚕業に大きな打撃を与えた[32]。

## 行政
歴代郡長
| 代 | 氏名         | 就任年月日                | 退任年月日                | 備考                   |
| -- | ------------ | ------------------------- | ------------------------- | ---------------------- |
| 1  | 窪田畔夫     | 明治12年（1879年）1月4日  |                           |                        |
| 2  | 小坂善之助   | 明治19年（1886年）10月    |                           |                        |
| 3  | 肥田野畏三郎 | 明治21年（1888年）12月    |                           | 郡長試験による登用     |
| 4  | 平野侯次郎   | 明治23年（1890年）2月     |                           |                        |
| 5  | 伊谷脩       | 明治23年（1890年）10月    |                           |                        |
| 6  | 小島義知     | 明治25年（1892年）2月     |                           |                        |
| 7  | 青山勝謙     | 明治30年（1897年）3月     |                           |                        |
| 8  | 鮫島新助     | 明治32年（1899年）10月    |                           |                        |
| 9  | 樫田三郎     | 明治38年（1905年）9月     |                           |                        |
| 10 | 大浦頼       | 明治41年（1908年）12月    | 1912年5月18日             | 下高井郡長へ転任       |
| 11 | 務台彦市     | 明治45年（1912年）5月18日 |                           |                        |
| 12 | 藤崎供義     | 大正3年（1914年）3月      |                           |                        |
| 13 | 藤根新太郎   | 大正5年（1916年）7月      |                           |                        |
| 14 | 鈴木登       | 大正8年（1919年）2月      |                           |                        |
| 15 | 大久保幸次郎 | 大正10年（1921年）3月     |                           |                        |
| 16 | 諏訪好正     | 大正11年（1922年）7月     |                           |                        |
| 17 | 小林喜三郎   | 大正13年（1924年）3月     |                           |                        |
| 18 | 牛山喜一     | 大正13年（1924年）12月    | 大正15年（1926年）6月30日 | 郡役所廃止により、廃官 |